# Vrba (miasto Jagodina)
Vrba (cyr. Врба) – wieś w Serbii, w okręgu pomorawskim, w mieście Jagodina. W 2011 roku liczyła 207 mieszkańców.